# Vlag van Breda (Nederland)

Vlag van Breda

De vlag van Breda is ontworpen op 1 juni 1952 ter gelegenheid van het zevenhonderdjarig bestaan van de stad Breda. Men beschouwde het verkrijgen van privileges in 1252 als het verkrijgen van stadsrechten, maar dat is feitelijk onjuist. De stad had waarschijnlijk kort na 1200 de stadsrechten gekregen, maar een officieel document ontbreekt. Op 11 juni 1952 werd de vlag per raadsbesluit vastgesteld. De raad van de vergrote gemeente Breda besloot op 21 december 2000 het gebruik van de vlag voort te zetten.
De Bredase gemeentevlag is afgeleid van het wapen van Breda en kan als volgt worden beschreven:
De vlag heeft een verhouding van 2:3. De kleur van de vlag is rood, met daarin 3 witte Sint-Andrieskruizen. Twee kruizen aan de bovenkant en een in het midden aan de onderkant.
De gemeente Breda voert bij bijzondere gelegenheden, zoals de verjaardagen van leden van het Koninklijk Huis een oranje, wit met blauwe wimpel boven de vlag. Dit vanwege de lange band die de stad met het Huis Oranje-Nassau heeft.  
Het voeren van de vlag is alleen toegestaan aan inwoners en instanties van de gemeente Breda. Hierbij geldt dan wel de regel, dat de gemeentevlag voor zonsondergang binnen gehaald moet worden. Tevens moet de vlag met zorg behandeld worden.
De ten zuiden gelegen Belgische gemeente Schoten heeft dezelfde vlag en hetzelfde wapen als Breda, dit komt omdat het in de 12de eeuw (deels) onder de bevoegdheid van de heren van Breda viel.

## Historische vlag
Uit de zestiende eeuw is onderstaande vlag van Breda bekend:

Vlag van Breda (1580)

## Verwante symbolen

Het wapen van Breda
De vlag van Schoten
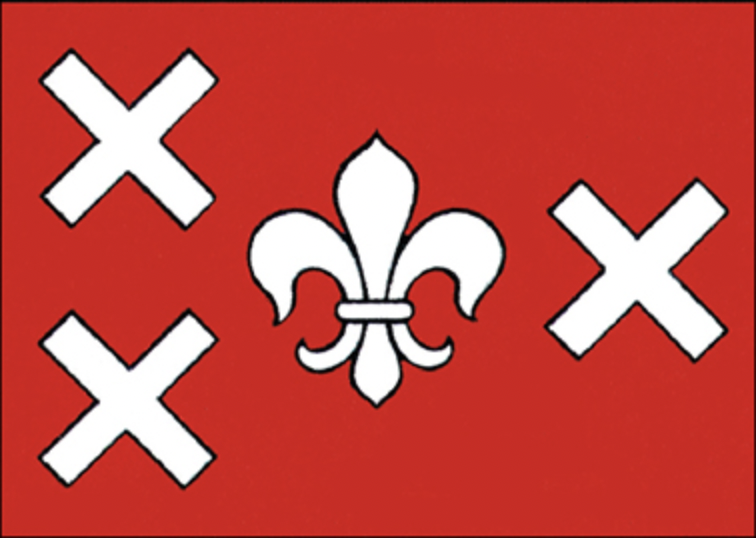
De vlag van bisdom Breda

Alphen-Chaam · Altena · Asten · Baarle-Nassau · Bergeijk · Bergen op Zoom · Bernheze · Best · Bladel · Boekel · Boxtel · Breda · Cranendonck · Deurne · Dongen · Drimmelen · Eersel · Eindhoven · Etten-Leur · Geertruidenberg · Geldrop-Mierlo · Gemert-Bakel · Gilze en Rijen · Goirle · Halderberge · Heeze-Leende · Helmond · 's-Hertogenbosch · Heusden · Hilvarenbeek · Laarbeek · Land van Cuijk · Loon op Zand · Maashorst · Meierijstad · Moerdijk · Nuenen, Gerwen en Nederwetten · Oirschot · Oisterwijk · Oosterhout · Oss · Reusel-De Mierden · Roosendaal · Rucphen · Sint-Michielsgestel · Someren · Son en Breugel · Steenbergen · Tilburg · Valkenswaard · Veldhoven · Vught · Waalre · Waalwijk · Woensdrecht · Zundert